# 柴又站
柴又站（日语：／ Shibamata eki */?）是一個位於東京都葛飾區柴又四丁目，屬於京成電鐵金町線的鐵路車站。車站編號是KS50。

## 年表

### 帝釋人車鐵道
- 1899年（明治32年）12月17日 - 帝釋人車鐵道（之後的帝釋人車軌道）車站開業。

### 京成
- 1912年（大正元年）11月3日 - 京成電氣軌道車站開業。當時為終點站。
- 1913年（大正2年）10月21日 - 京成電氣軌道延伸至金町（之後的京成金町站），本站成為中途站。

- 1945年（昭和20年） - 京成電氣軌道更名為京成電鐵。
- 1997年（平成9年） - 入選「關東車站百選」。
- 2010年（平成22年）7月5日 - 本站至京成高砂站間從複線改成單線並列。

1929年投機公司筑波高速度電氣鐵道（1930年與京成合併）取得通過本站的松戶支線鐵道執照，但在後年失效。1962年新京成電鐵曾取得新京成線松戶站至本站的延伸取可，但因未能取得土地，於1970年代失效。

## 車站構造

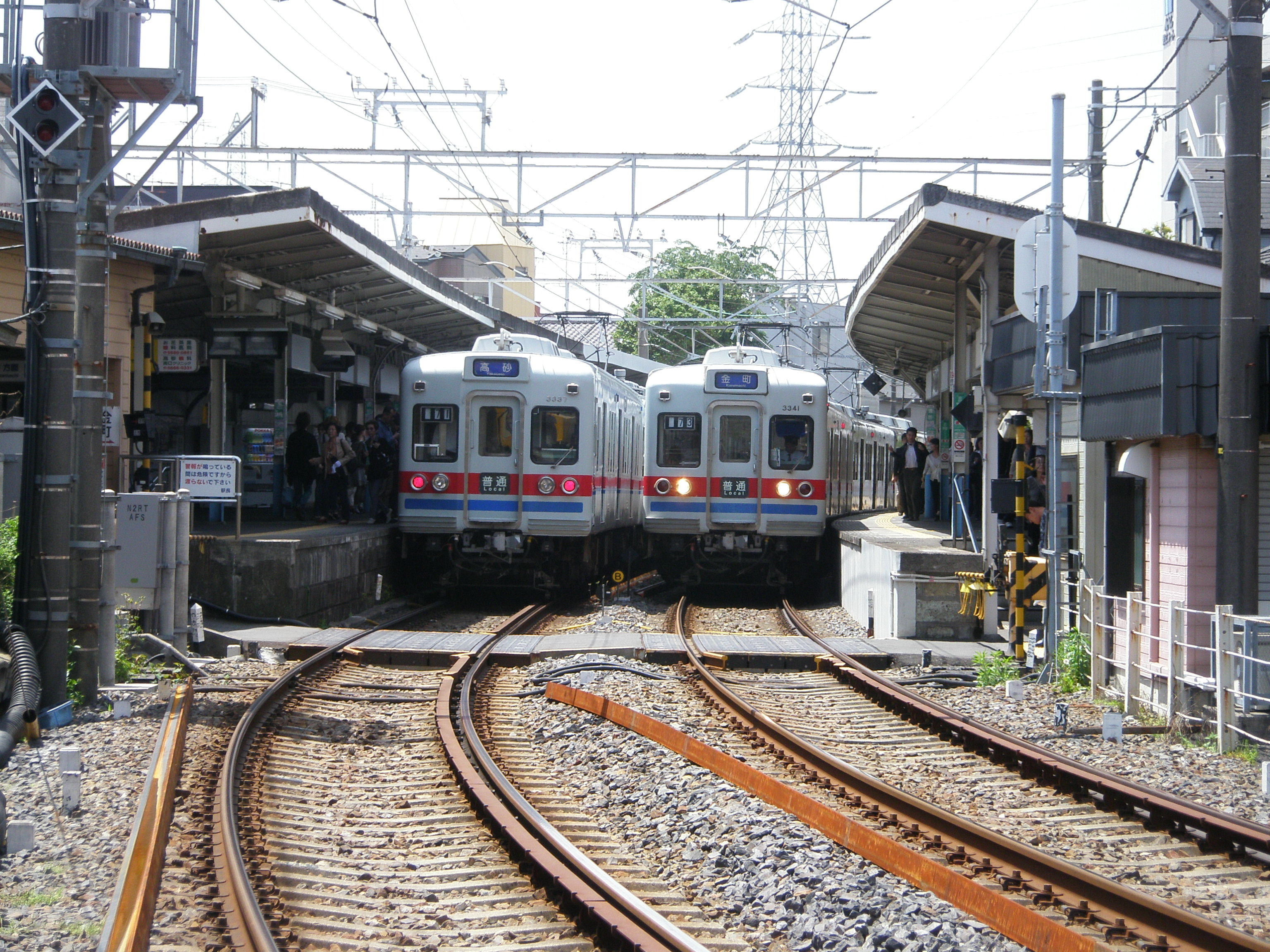
唯一的中間站和唯一的交會站。（2011年5月14日）

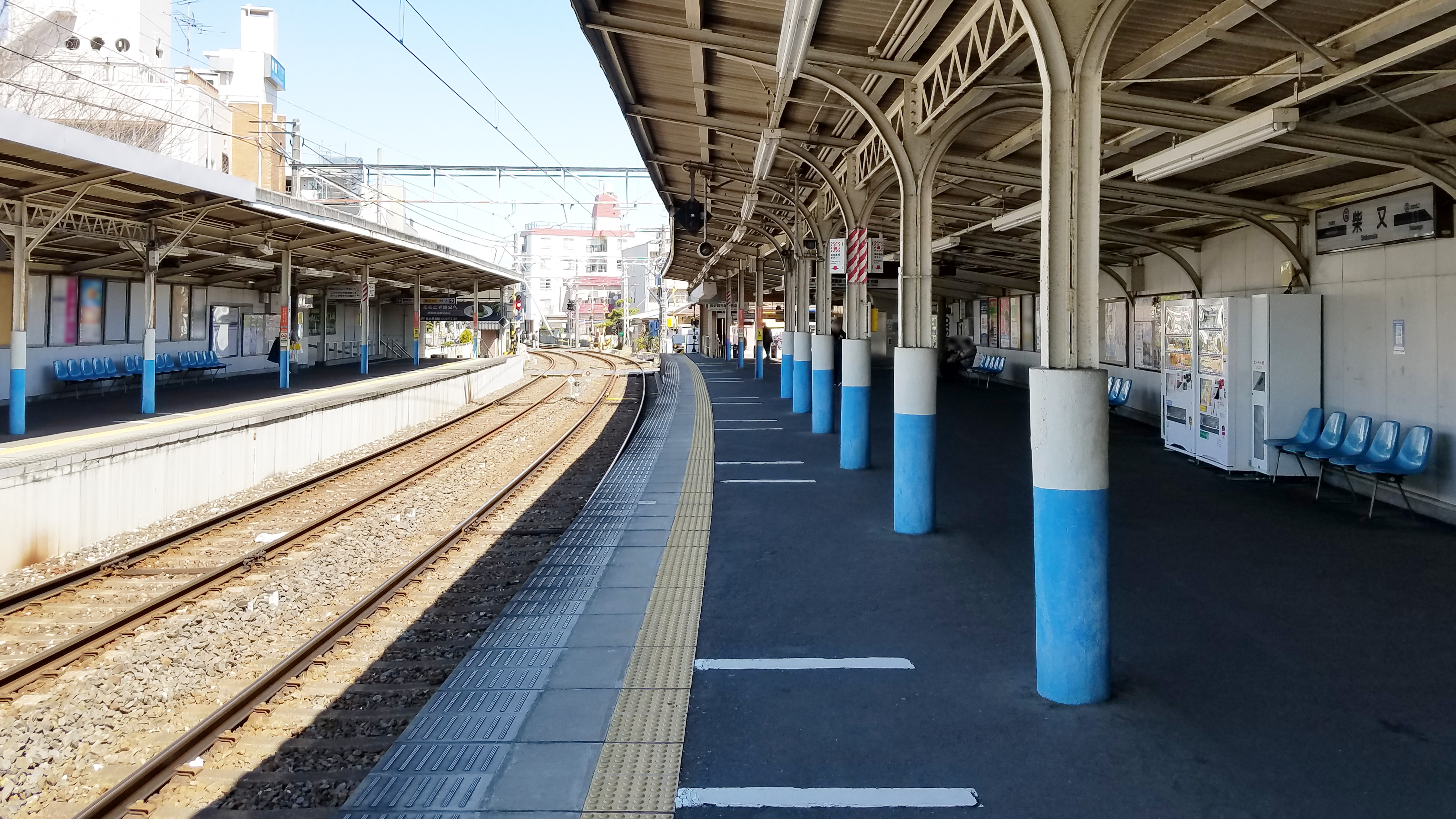
月台（2017年3月24日）

對向式月台2面2線的地面車站。（京成金町站管理。）
月台有效長是6節編組，但因為京成金町站的月台有效長只有4節編組，所以所有列車都使用4節編組。
2010年7月4日以前，本站 - 京成高砂站間為複線構造，部分時段會進行列車交會。成田Sky Access通車後，為了縮短高砂站東側平交道的遮斷時間，同年7月5日京成高砂站金町線月台高架化，高砂方向為單線並列（只有一條線可出入庫），除早晨與深夜時段以外，列車在本站進行交會。金町側為單線。
站房設於高砂方向月台。改建時曾聽取山田洋次的意見採用純和風外觀。另有站內平交道連通兩月台。初詣與葛飾納涼花火大會等活動期間，金町方向月台會開放臨時剪票口（有人）。

### 月台配置
| 月台 | 路線   | 方向 | 目的地   |
| ---- | ------ | ---- | -------- |
| 1    | 金町線 | 上行 | 高砂方向 |
| 2    | 金町線 | 下行 | 金町方向 |

## 使用情況
2017年度的1日平均上下車人次為10,050人，是京成線全部69個車站當中第40位。
近年的1日平均上下、上車人次推移如下表。
| 年度               | 1日平均 上下車人次 | 1日平均 上車人次 | 來源     |
| ------------------ | ------------------ | ---------------- | -------- |
| 1990年（平成02年） |                    | 6,112            | [ * 1 ]  |
| 1991年（平成03年） |                    | 6,350            | [ * 2 ]  |
| 1992年（平成04年） |                    | 6,307            | [ * 3 ]  |
| 1993年（平成05年） |                    | 6,238            | [ * 4 ]  |
| 1994年（平成06年） |                    | 5,967            | [ * 5 ]  |
| 1995年（平成07年） |                    | 5,858            | [ * 6 ]  |
| 1996年（平成08年） |                    | 6,479            | [ * 7 ]  |
| 1997年（平成09年） |                    | 6,049            | [ * 8 ]  |
| 1998年（平成10年） |                    | 5,707            | [ * 9 ]  |
| 1999年（平成11年） |                    | 5,374            | [ * 10 ] |
| 2000年（平成12年） |                    | 5,071            | [ * 11 ] |
| 2001年（平成13年） |                    | 5,090            | [ * 12 ] |
| 2002年（平成14年） | 9,808              | 4,978            | [ * 13 ] |
| 2003年（平成15年） | 9,794              | 4,945            | [ * 14 ] |
| 2004年（平成16年） | 9,253              | 4,718            | [ * 15 ] |
| 2005年（平成17年） | 9,171              | 4,660            | [ * 16 ] |
| 2006年（平成18年） | 9,653              | 4,910            | [ * 17 ] |
| 2007年（平成19年） | 9,545              | 4,836            | [ * 18 ] |
| 2008年（平成20年） | 9,715              | 4,910            | [ * 19 ] |
| 2009年（平成21年） | 10,153             | 5,132            | [ * 20 ] |
| 2010年（平成22年） | 9,619              | 4,899            | [ * 21 ] |
| 2011年（平成23年） | 9,101              | 4,650            | [ * 22 ] |
| 2012年（平成24年） | 9,024              | 4,592            | [ * 23 ] |
| 2013年（平成25年） | 8,834              | 4,479            | [ * 24 ] |
| 2014年（平成26年） | 8,870              | 4,490            | [ * 25 ] |
| 2015年（平成27年） | 9,148              | 4,631            | [ * 26 ] |
| 2016年（平成28年） | 9,408              | 4,767            | [ * 27 ] |
| 2017年（平成29年） | 10,050             |                  |          |

## 車站周邊

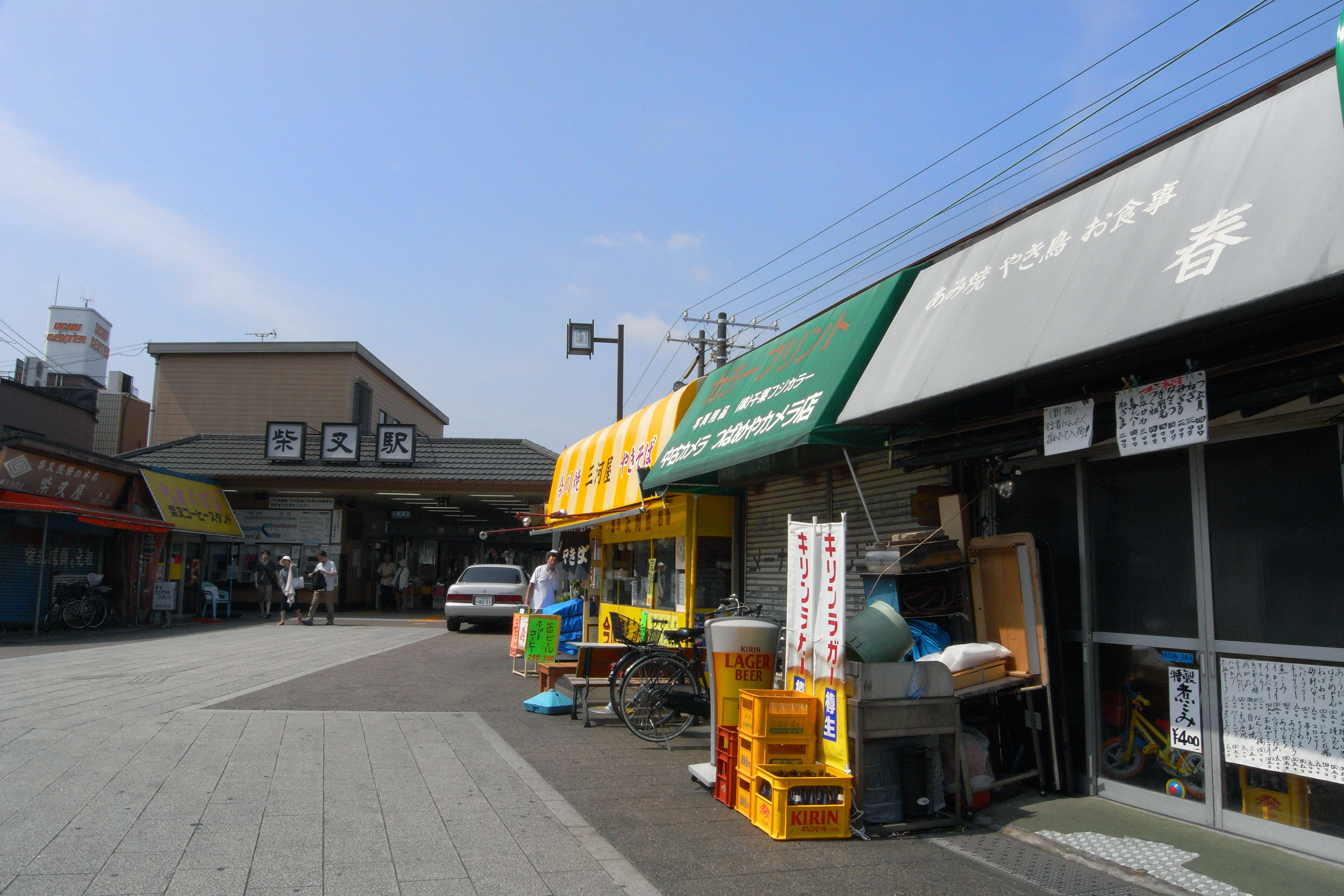
站前（2007年8月）

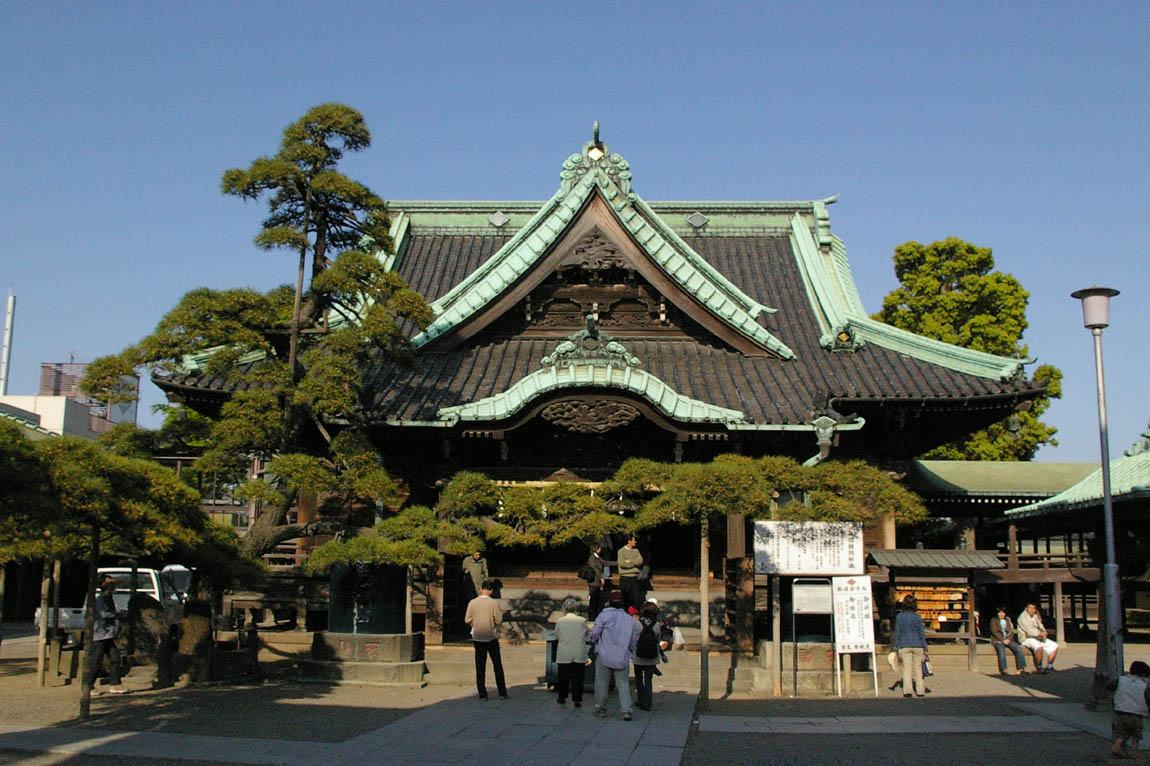
柴又的象徵柴又帝釋天

車站所在的柴又是山田洋次導演、渥美清主演的知名日劇與電影《男人真命苦》（1968年 - 1995年）的舞台。站前有渥美清飾演的「寅次郎」銅像。
站前是往柴又帝釋天的參道，正月（初詣）與庚申日有許多參拜客。加上周邊住宅密集，使得站內人潮非常多，路線巴士班次也多。
- 經榮山題經寺（柴又帝釋天）
- 葛飾區觀光文化中心
  - 葛飾柴又寅次郎紀念館（日语：葛飾柴又寅さん記念館）
  - 山田洋次博物館
- 葛飾區山本亭（日语：山本亭）
- 柴又八幡神社
- おりつ地蔵尊
- 江戶川
  - 矢切之渡（日语：矢切）柴又側碼頭
- 金町淨水場（日语：金町浄水場）
- 葛飾區柴又區民服務台
  - 柴又地域中心
- 葛飾柴又郵便局
- 葛飾柴又一郵便局
- 柴又街道（日语：東京都道307号王子金町江戸川線）

### 巴士路線
最近的巴士站是柴又帝釋天。[小55]早晨通勤時最大每小時14班，午間時段每小時8班。新金線 [新金01]僅周六日運行。
- 京成巴士
  - 戶崎線 [小55] 金町站 - 柴又帝釋天 - 京成小岩站入口 - 小岩站
- 京成巴士、京成Town Bus（日语：京成タウンバス）
  - 新金線 [新金01] 金町站 - 柴又帝釋天 - 京成小岩站入口 - 新小岩站

## 其他
月台與網站、時刻表等的車站名稱都寫作柴又，但是面對站前廣場的站房上方站名寫作柴叉。

## 相鄰車站
京成電鐵
 金町線
京成高砂（KS10）－柴又（KS50）－京成金町（KS51）

## 外部連結
- 柴又｜電車與車站資訊｜京成電鐵
- 柴又站PDF - 京成電鐵
- 葛飾区観光サイト柴又 （页面存档备份，存于） - 駅周辺の画像など多数